# Щусь Федосій Юстинович
Федосій Юстинович Щусь (* 25 березня 1893 Дібрівка, Олександрівський повіт, Катеринославська губернія  — † 30 червня 1921 Сумський повіт, Харківська губернія) — український революціонер, анархіст, один із провідних командирів Революційної повстанської армії України, «права рука» Нестора Махна.

## Біографія

### Походження
Народився в селі Дібрівка (Великомихайлівка) Олександрівського повіту Катеринославської губернії в українській селянській родині козацького походження.

### Військова кар'єра

Листівка Ф.Щуся тітці під час служби на флоті

У 1915 році достроково взятий на військову службу. Спочатку потрапив до навчального підрозділу Чорноморського флоту, а згодом служив матросом. Федос завжди говорив, що служив на лінійному кораблі «Іван Златоуст», але жодних документальних підтверджень його словам не знайшлося. З великою вірогідністю Щусь проходив службу на якомусь незначному кораблі, а історію про службу на «Златоусті» вигадав для солідності. За часи служби займався спортом, володів прийомами французького боксу і досконало володів боротьбою джіу-джитсу.

### Громадянська війна

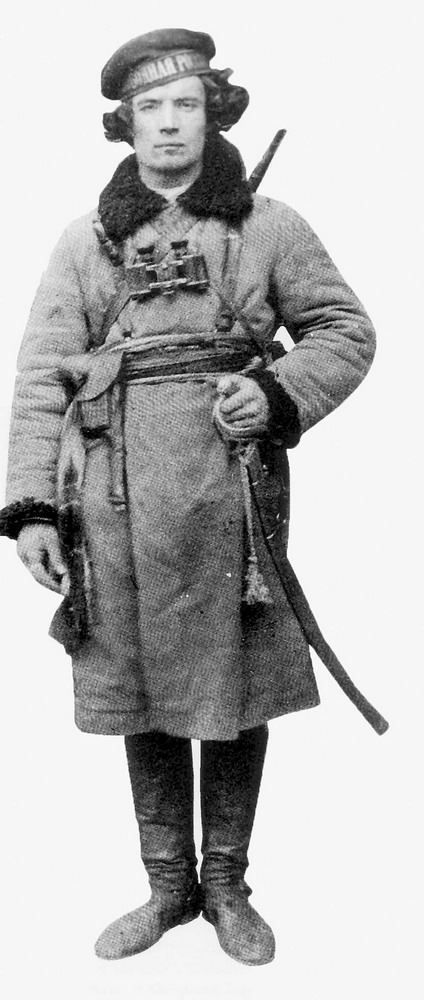
Федосій Щусь

У 1917 році зацікавлюється ідеями анархізму, вступає в загін революційних матросів, але згодом повертається на батьківщину, де стає діяльним членом «Чорної гвардії» — анархістського товариства Гуляйпілля. Згуртовує власний партизанський загін. Воює в основному проти австро-німецьких військ і Державної Варти Скоропадського. В одній із сутичок із гетьманською вартою загін Щуся був розбитий. Федосій із залишками своїх однодумців переховується у Дібрівському лісі.
26 вересня 1918 року на щусівців натрапляє агітаційно-рейдовий загін Нестора Махна, до якого приєднується Щусь і його люди. Пізніше, після вдалого розгрому австро-угорського полку в Дібрівках, де атакою керував Махно, щусівці обрали Махна своїм «батьком», а Щусь став його відданим прибічником.
З 1919 року — член штабу 3-ї Задніпровської бригади ім. батька Махна, з липня по серпень  — начальник кавалерії загону Махна, з вересня по грудень — командир кавалерійської бригади 3-го корпусу. З травня 1920 по квітень 1921 — член штабу Повстанської Армії. 1921 — начштабу 2-ї групи РПАУ.

### Загибель

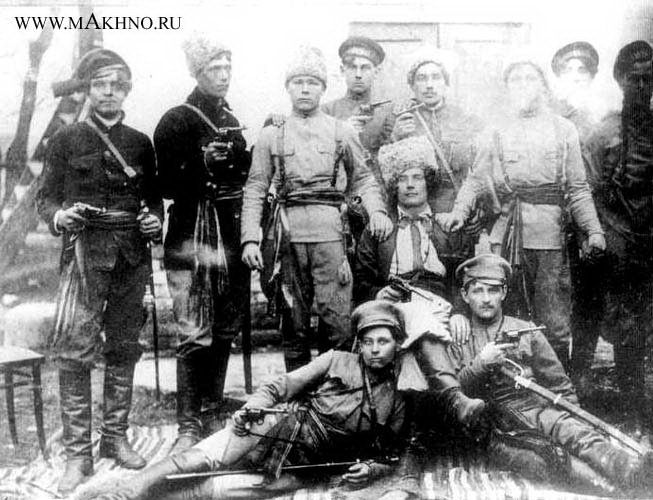
Шусь серед бійців Чорної гвардії

Щусь серед командирів-махновців

Загинув 30 червня 1921 р. під Недригайловом, що на Сумщині в полі між селами Беседівка і Хоружівка в бою з 8-ю дивізією Червоного козацтва. Похований спочатку за селом біля шляху разом з іншими махновцями, та невдовзі тіла були ексгумовані чекістами, які сподівалися серед убитих знайти Махна, і за переказами місцевих жителів, знайшовши Щуся навіть салютували гадаючи, що натрапили на тіло Махна.
Фрагмент спогадів П. З. Скугорова:
| На початку червня у села Костянтинівка бандити напали на роз’їзд першої сотні, вбили командира сотні, поранили двох козаків і, розсіявши наш роз’їзд, зупинилися в селі. Отримавши повідомлення, полк надіслав на зустріч банді півсотню, з якою поїхав і я. нам було наказано діяти валкою, почати перестрілку і відступити, заманюючи противника на узлісся. Тут розташувався у засідці весь наш винищувальний загін. Почалася перестрілка. Гикаючи, кинулися махновці в атаку, але були відбиті. Перестрілка посилювалася, і ми почали відходити. Велика група махновців наступала нам на п’яти. Прискорюючи наступ, півсотня сіла на залишений у балці коней та чвалом повернула до лісу. Вершники супротивника кинулися за нами, а за ними рухалась піхота. Ми дісталися до узлісся, різко спинили коней і повернули в атаку. Із засідки вдарив полк і несподіванкою появи збив ворога із пантелику. Півсотник Сергій Ковалевський кинувся у саму гущавину бандитів. Рубали їх нещадно. На полі змагань залишилося біля двохсот споборників Махна. Наступного ранку селяни із сусіднього хутору розповіли, що після бою махновці привезли на кулеметній тачанці, застеленій килимами та чорними знаменами, вбитого командира і ховали в гаю з почестями. За їхніми словами, забитий був людиною середнього зросту, з довгим темним волоссям, і обличчя його побите віспою. За всіма ознаками, це був сам батько Махно. Наше командування повідомило Українському керівництву: «Махно вбитий». Але потрібні були докази. Довелося викопати труп. Вбитим був не Махно, а його найближчий помічник — Щусь. |
Уривок із бюлетеню «Забуті могили українського війська» на вшанування пам'яті козаків Повстанської революційної селянської армії у с. Хоружівці Недригайлівського району Сумської області 30 червня 1921. Упорядкований головою СОО НСКУ О. М. Корнієнком.

Поле, де загинув Ф. Щусь, між селами Хоружівка і Беседівка

| На ранок 30 червня, переслідувані червоними, махновці продовжили рух у західному напрямку, пройшовши с. Деркачівку, допоки нарешті не досягли с. Хоружівки (Недригайлівський р-н). Повстанська армія зайшла у начебто спокійне село, але потрапили під комбіновану атаку 60-го і 488-го стрілецьких полків, противника, котрі перебували у засідці. Це змусило повстанців спішно шукати укриття в розташованих західніше Хоружівки селах Беседівка і Гринівка, вулиці яких вони намагалися перегородити барикадами. Однак з кожною хвилиною становище махновців ставало все більш і критичнішим: до місця бою підійшли «червонці» Григор’єва, підтягнулися авточастини та піхота. Було вирішено, залишивши в селах невеликий загін, скувати вуличним боєм 60-й і 488-го стрілецькі полки червоних і, розділивши основні сили на 2 групи, прориватися у різних напрямках. «Південна» група махновців з успіхом вибила з с. Малі Будки червоних. Перший батальйон 58-го радянського полку не встиг вчасно підійти, а загін на вантажівках через боягузтво комскладу, невдовзі розстріляного за вироком Полтавського дивізійного ревтрибуналу, розбігся без бою. В Малих Будках махновці захопили й спалили посланий для зв’язку з частинами автомобіль штабу. Каральні піхотні частини, що саме наспіли, не дали заволодіти рештою покинутого майна, але й утримати групу махновців від прориву на південний берег річки Сули через с. Коровинці вже не змогли. «Північна» ж група повстанців на чолі з Н.І. Махном, відійшла з с. Гринівки (Недригайлівського р-ну) на с. Біжівку (Буринського р-ну), де була перехоплена «червонцями» Григор'єва і після відчайдушної шабельної січі, зазнавши важких втрат. Розділилася для прориву на дрібні групки. Відійшовши на Терни, вона взяла курс на південь-південний схід. Найімовірніше, саме в цій сутичці з «червінцями» П.П. Григор'єва і загинув Ф. Ю. Щусь. Згідно зі спогадами учасника бою П. Скугорова і свідченнями полоненого червоноармійця Синявського, Ф. Щусь не був кинутий: його тіло було покладене на тачанку. Можливо, він був похований неподалік від місця бою. За іншими повідомленнями, партизани довезли до с. Костянтинівка Краснокутського р-ну сучасної Харківської області де і поховали. |
Згідно зі статтею земляка Щуся Василя Зайцева «Федосій Щусь: спроба спростування легенд», Федосій загинув від кулеметної черги і поховання побратими максимально утаємничили:
| ... Що до загибелі Федосія Щуся, то в усіх авторів існує одна легенда: 6 червня 1921 року його вразила кулеметна черга із дзвіниці місцевої церкви, яка і стала причиною його миттєвої смерті. Але де це трапилося, приводяться різні місця: у Якова Шалі-біля станції Лозова; у листі Махна до П.Аршинова - на Полтавщині, а у більшості авторів - у містечку Недригайлове, Лебединського повіту, Харківської губернії (тепер це Сумська область). Махно так писав тому, що він наказав прибути 2-й групі махновців під командою Мефодія Забудька, де начальником штабу був Федосій Щусь, в Константиноградський повіт, Полтавської губернії для об’єднання з 1-ю групою під командуванням самого Батька Махна, щоб зрештою вдарити по столиці українського більшовизму - Харкову. Константиноград краще других повітів на Полтавщині відносився до махновців. Але 2-й групі, щоб уникнути переслідування 8-ї дивізії Червоного козацтва Примакова, прийшлося відійти дальше на північ, до цього самого Недригайлова, де і трапилася біда. Там,в полі під Недригайловим, Федосія Щуся і поховали, не насипаючи могили, а навпаки, зрівняли її з землею, ще й декілька разів проїхали по ній групою вершників, щоб червоні карателі-переслідувачі не знайшли могили і не поглумилися над останками видатного діяча махновського руху. В жовтні 1921 року, даючи показання керівництву червоного карального загону, в приміщенні Гаврилівського волревкому, Мефодій Забудько розповів про загибель і поховання свого начштабу Федосія Щуся. Може я де в чому повторюся, але я думаю варто привести цю розповідь “з перших вуст”: “Віддаляючись від переслідування 8-ї дивізії Червоного козацтва, ми проходили з загоном мимо містечка Недригайлове. І раптом, з дзвіниці місцевої церкви застрочив кулемет і Щусь був смертельно поранений. Перед смертю він заповідав: “Якщо я помру, то усе, що знаходиться у моїй тачанці, поділіть поміж собою”. І от, Федосій сконав. Процес поховання проходив так: в степу, біля шляху, відрили могилу, шовком і оксамитом обгорнули труп і опустили до ями. Засипавши землею не стали робити могилку, навпаки, ескадрон вершників кілька разів проскакав туди і назад, щоб кінськими копитами забити місце поховання, щоб нікому не прийшло в голову глумитися над приданим землі тілом загиблого. Таким чином місце поховання Щуся так і залишиться невідомим. |

## Зовнішність
Федос Щусь — один із найбільш колоритних, і цікавих, але в той же час один із найбільш жорстоких анархістів часів громадянської війни. Його згадують як екстравагантного хлопця, який любив строкато вдягатися, змішуючи військові однострої різних родів армій додаючи до них барвисті деталі: бант замість краватки, яскраві сорочки,  — як колись було притаманно запорізьким козакам. Спогади очевидців засвідчують, що Щусь одягався в шитий гусарський мундир, надівав матроську безкозирку, на шиї носив кавказький кинджал, за поясом була старовинна шабля і револьвер Кольта.
Як згадує Микола Сарма-Соколовський:
| Пізньої осені, коли Сура зашерхла першою кригою, вночі махновська кіннота, ламаючи кригу, перебрела Суру і опинилася в Привільному, а штаб армії Махна зразу ж до попа і заночував у нас: всі були забрьохані, втомлені і розлючені, але мамина смачна гаряча вечеря всіх обігріла і навіть зробила лагідними. В штабі самого Махна не було — його заступав Петро (Федосій) Щусь, справжній запорожець-велетень, з русявим волоссям до пліч та великою шаблюкою в оправі кавказького срібла. Тато милувався ним, шкодуючи, що він пішов до Махна, а не до Петлюри… |

## Вшанування памʼяті

Відзначення 90-річчя останнього бою махновців у селі Хоружівка, 2 липня 2011 р.

2 липня в с. Хоружівка Недригайлівського району Сумської області представниками Сумської організації Національної спілки краєзнавців України, МГО «Українське козацтво», САУ вшановано пам'ять загиблих козаків Повстанської селянської армії.
У хоружівському клубі (колишня церква) проведено історико-краєзнавчий семінар, присвячений тим далеким подіям. З аналізом подій майже столітньої давнини виступили Голова СОО НСКУ Олег Корнієнко, директор Недригайлівського краєзнавчого музею Іван Аборовський, доцент кафедри історії України СумДПУ кандидат історичних наук Олександр Вовк, голова сумського осередку САУ письменник Аркадій Поважний.
Учасники заходу переглянули документальний фільм, присвячений повстанському руху. На західній околиці села встановлено пам'ятний хрест з написом «Земля і Воля», біля якого священики УПЦ КП відслужили панахиду.

## Значення особи в історії Махновського руху
Феодосій Щусь відіграв одну з найважливіших ролей як в історії Махновського руху так і громадянської війни взагалом.
Він став своєрідним символом повстанства. Жорстокий, але справедливий анархіст із колоритною зовнішністю. Людина яку любили і поважали селяни, людина яку як смерті боялися вороги.
Революція і повстанський рух були частиною його життя, яскравим прикладом цього є вірш написаний самим Феодосієм Щусем:
| Лютая погодка, воля задарма, Вырвана решётка, взорвана тюрьма Гулевань без меры, бей из «винтаря» Во христову веру, в батюшку-царя! Красная поддевка, верная гармонь Шашка, да винтовка, да братишка-конь!… Доигрался голубь, получай за всех! Головою в прорубь, сапогами в снег… Чёрные знамена впереди полков Берегись Будённый Батькиных клинков! Утром спозаранку, полем, вдоль реки Пронеслись тачанки, прорвались «братки» Вольный ветер в поле с нами заодно Долго будут помнить Нестора Махно!… |